# Decreto sobre la Tierra

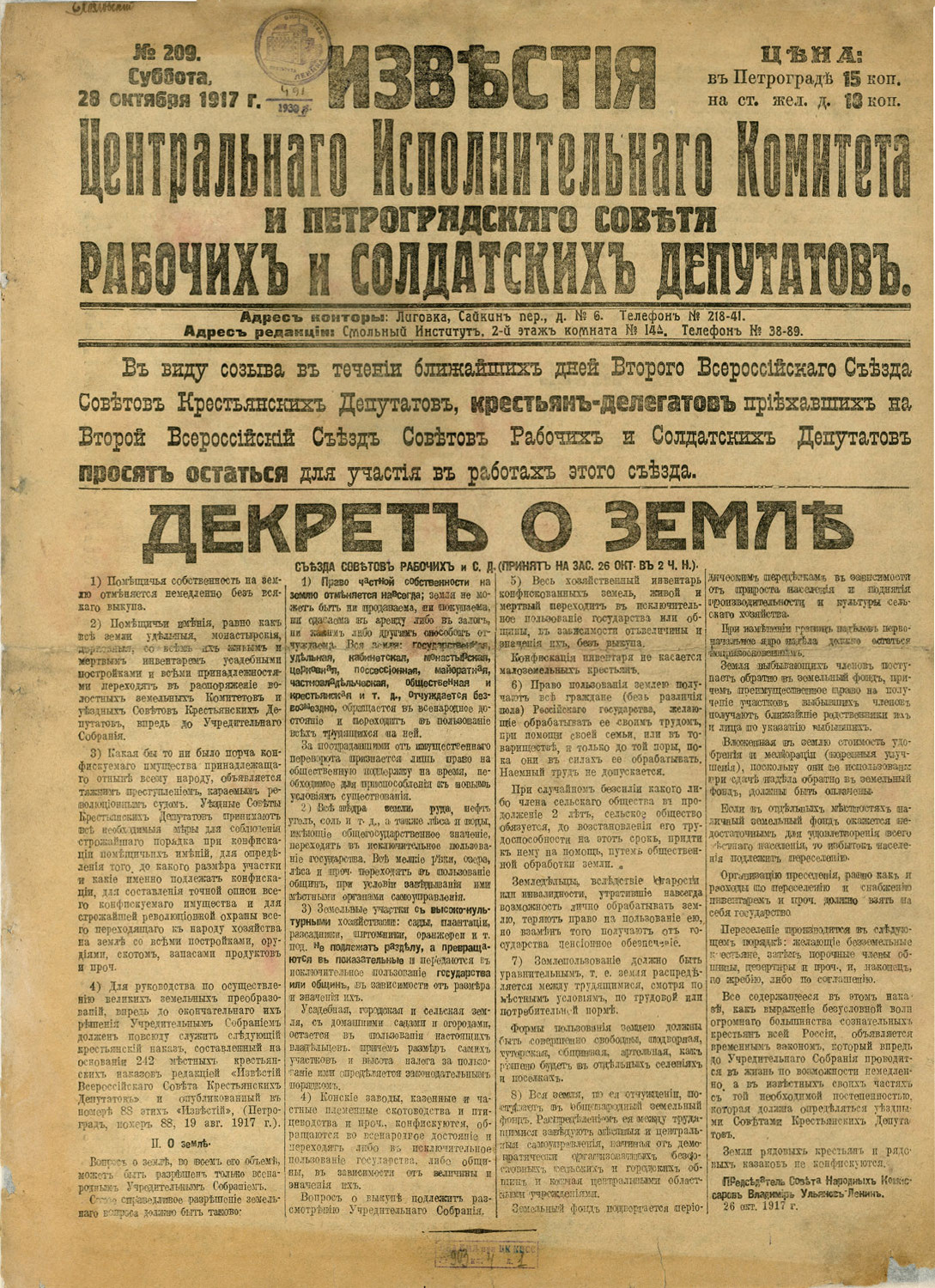
Página titular del Decreto sobre la Tierra

El Decreto sobre la Tierra fue aprobado por el II Congreso de Sóviets de Diputados Obreros, Soldados y Campesinos el 8 de noviembre de 1917 (26 de octubre en el calendario juliano), tras el éxito de la Revolución de Octubre. 
Decretó la abolición de la propiedad privada y la redistribución de los terrenos entre los campesinos, de acuerdo con el programa agrario del Partido Social-Revolucionario que abogaba por la socialización de las tierras. Según el Decreto sobre la Tierra, los campesinos podrán tomar las tierras de la nobleza, los monasterios y la Iglesia.
Este decreto fue seguido el 19 de febrero de 1918 por un decreto del Comité Ejecutivo Central Panruso, "La Ley Fundamental de la Socialización de la Tierra", aprobada por el III Congreso Panruso de los Soviets. Estos decretos fueron reemplazados por el Código de la Tierra de 1922 en consonancia con el programa agrario del Partido Comunista de Rusia (bolchevique) que era partidario de su expropiación (véase Colectivización en la Unión Soviética).
La Constitución de la Federación de Rusia de 1993 devolvió el derecho a la propiedad privada de la tierra.

## Extractos
(1) La propiedad de terrenos se suprime de inmediato sin ninguna compensación. 
(2) Los terrenos, así como todas las tierras de la corona, el monasterio y la iglesia, con todo su ganado, sus utensilios, sus edificios y todo lo que pertenezca, se pondrán a disposición de los comités de tierra y de los Sóviets de Diputados Campesinos pendientes de la convocatoria de la Asamblea Constituyente. 
(3) Todo daño a la propiedad confiscada, que en adelante pertenece a todo el pueblo, es proclamado un crimen grave que será castigado por los tribunales revolucionarios. Los Soviets de Diputados Campesinos tomarán todas las medidas necesarias para asegurar el cumplimiento de la orden más estricta durante el decomiso de los terrenos, para determinar el tamaño de las fincas y las fincas particulares sujetas a confiscación, elaborar los inventarios exactos de todas las propiedades confiscadas y proteger de la manera más revolucionaria posible todas las empresas agrícolas transferidas al pueblo, con todos los edificios, utensilios, ganado, existencias de productos, etc.
(4) El siguiente Mandato campesino, compilado por el periódico Izvestia Vserossíyskogo Soveta Krestyánskij Deputátov de 242 mandatos campesinos locales y publicado en el número 88 de ese periódico (Petrogrado, número 88, 19 de agosto de 1917), servirá en todas partes para guiar la implementación de las grandes reformas agrarias hasta que la Asamblea Constituyente adopte una decisión final sobre esta última.[cita requerida]
Mandato Campesino sobre la Tierra
"La cuestión de la tierra en su pleno alcance sólo puede ser resuelta por la popular Asamblea Constituyente. 
La solución más equitativa a la cuestión de la tierra será la siguiente: 
(1) La propiedad privada de la tierra será abolida para siempre; la tierra no será vendida, comprada, arrendada, hipotecada o de otra manera enajenada. 
Toda la tierra, ya sea estatal, corona, monasterio, iglesia, fábrica, privada, pública, campesina, etc., será confiscada sin compensación y será propiedad de todo el pueblo y pasará al uso de todos los que la cultivan . 
Las personas que sufren por esta revolución inmobiliaria tendrán derecho al apoyo público únicamente por el período necesario para su adaptación a las nuevas condiciones de vida. 
(2) ¿Toda la riqueza mineral? El mineral, el petróleo, el carbón, la sal, etc., y también todos los bosques y aguas de importancia estatal, pasarán al uso exclusivo del Estado. Todos los pequeños arroyos, lagos, bosques, etc., pasarán al uso de las comunas, para ser administrados por los órganos locales de autogobierno.
(3) ¿Tierras en las que se practica la agricultura científica de alto nivel? ¿Huertos, granjas de árboles, parcelas de semillas, viveros, invernaderos, etc.? No se repartirán, sino que se convertirán en granjas modelo, que serán devueltas para uso exclusivo al estado o a las comunas, dependiendo del tamaño y la importancia de dichas tierras. 
Las tierras de los hogares en las ciudades y los pueblos, con huertos y huertas, se reservarán para el uso de sus actuales propietarios, el tamaño de las explotaciones y el tamaño del impuesto que se perciba para su uso, que será determinado por la ley. 
(4) Se confiscarán los ranchos, las granjas genealógicas y las granjas de aves de corral privadas, etc., que serán propiedad de todo el pueblo y pasarán al uso exclusivo del Estado o de una comuna, según el tamaño y la importancia de tales fincas. 
La cuestión de la indemnización será examinada por la Asamblea Constituyente. 
(5) 
Todo el ganado y los implementos agrícolas de las fincas confiscadas pasarán al uso exclusivo del Estado o de una comuna, dependiendo de su tamaño e importancia, y no se pagará ninguna compensación por ello. 
Los utensilios agrícolas de campesinos con poca tierra no estarán sujetos a confiscación. 
(6) El derecho de uso de la tierra se concederá a todos los ciudadanos del Estado ruso (sin distinción de sexo) que deseen cultivarla con su propio trabajo, con la ayuda de sus familias o en asociación, pero solo mientras puedan cultivarla. 
No se permite el empleo de mano de obra contratada. 
En caso de incapacidad física temporal de cualquier miembro de una comuna de la aldea por un período de hasta dos años, la comuna de la aldea estará obligada a ayudarlo durante este período cultivando colectivamente su tierra hasta que vuelva a poder trabajar. 
Los campesinos que, debido a la vejez o la mala salud, estén permanentemente incapacitados y no puedan cultivar la tierra personalmente, perderán su derecho al uso de la misma, pero, a cambio, recibirán una pensión del Estado. 
(7) La tenencia de la tierra se hará sobre la base de la igualdad, es decir, la tierra se distribuirá entre los trabajadores en conformidad con una norma laboral o una norma de subsistencia, dependiendo de las condiciones locales. 
¿No habrá absolutamente ninguna restricción sobre las formas de tenencia de la tierra? Hogares, granjas, comunidades o cooperativas, según se decida en cada aldea y asentamiento. 
(8) Toda tierra, cuando esté alejada, será parte del fondo nacional de tierras. Su distribución entre los campesinos estará a cargo de los órganos de gobierno local y central, de las comunas de aldeas y ciudades democráticamente organizadas en las que no hay distinciones de rango social, a los órganos de gobierno central regional. 
El fondo de tierras estará sujeto a una redistribución periódica, dependiendo del crecimiento de la población y del aumento de la productividad y del nivel científico de la agricultura. 
Cuando se alteren los límites de asignaciones, el núcleo original de la asignación se dejará intacto. 
La tierra de los miembros que abandonen la comuna volverá al fondo de tierras; se concederá el derecho preferencial a dichas tierras a los familiares cercanos de los miembros que hayan dejado o a personas designadas por estos. 
Se compensará el costo de los fertilizantes y mejoras introducidos en la tierra, en la medida en que no se hayan agotado por completo al momento de devolver la asignación al fondo de tierras. 
Si el fondo de tierras disponible en un distrito particular resulta inadecuado para las necesidades de la población local, la población excedente se liquidará en otra parte. 
El Estado asumirá la organización del reasentamiento y asumirá el costo de los mismos, así como el costo del suministro de los implementos, etc. 
El reasentamiento se efectuará en el orden siguiente: campesinos sin tierra que desean reasentarse, después miembros de la comuna que son de hábitos viciosos, desertores, etc., y finalmente, por sorteo o acuerdo".